# Alonte
Alonte (Alonte in veneto) è un comune italiano di 1 552 abitanti della provincia di Vicenza in Veneto.

## Origini del nome
Il toponimo può essere rinviato ad un termine prelatino lonta "buca fonda"; tuttavia può anche essere inquadrato nelle denominazioni idronimiche diffuse in Europa. Si può infatti confrontare con una forma alont- (lettone aluôts "sorgente", lituano Alanta nome di fiume), che compare con diverso vocalismo nell'idronimo Alento, alla cui origine è stata posta una base al- "scorrere".

## Storia
Sul colle che sovrasta Alonte sono stati rinvenuti, in una piccola necropoli rupestre (IV-VI secolo a.C.) strumenti di selce, terrecotte e frammenti metallici.
Sul versante meridionale del colle si possono osservare una serie di antiche fosse funerarie scavate nella roccia. Ben visibili sono otto tombe di forma rettangolare.
Il nome del paese si trova per la prima volta citato in antichi documenti medioevali.
Nel 753 il nome appare in un manoscritto, e riappare assieme a quello della frazione Corlanzone nel 1545 in un documento relativo ai beni donati al vescovo di Mantova dal marchese Almerico.
Negli ultimi anni del IX secolo, durante le invasioni degli Ungheri, sembra accertato che ad Alonte esistesse un sistema di fortificazioni che comprendeva la chiesa parrocchiale, che perciò un tempo era detta Santa Maria del castello.
Scarse notizie si hanno del castello medioevale, di cui esiste oggi qualche traccia, forse distrutto intorno al 1312 o al 1313, durante le lotte di Vicentini e Scaligeri contro i Padovani. Il Maccà ricorda che nel 1312 il villaggio di Alonte fu devastato ed incendiato, tanto che "stando in Lonigo miravasi il fumo di questo incendio".
In epoca scaligera ad Alonte ebbe proprietà la nobile famiglia vicentina dei Proti, a cui poi subentrarono i Traversi. Vi furono infeudati i Fracanzani, già dal 1315 feudatari di Orgiano, al cui vicariato Alonte era alternativamente collegato.
L'antica chiesa di Alonte, citata nelle rationes decimarum del 1297-1303, sorse sul castelliere, fuori dal borgo.

Accanto all'edificio sono visibili ancora oggi delle spesse muraglie. La chiesa, poi, nel 1631 venne ricostruita e dedicata a san Biagio. Restò chiesa parrocchiale fino al 1878, quando fu abbandonata perché pericolante.
Nel 1868 si avviò la costruzione della nuova parrocchiale neoclassica, progettata dall'ingegnere Antonio Trevisan ed innalzata all'interno del paese; subì poi modifiche e restauri nel 1935 ed anche più recentemente. All'interno l'unica navata circolare è sovrastata da una luminosa cupola semisferica.
Oltre all'altare maggiore, l'interno presenta due altari, uno con una pala di san Biagio e l'altro con la statua della Madonna col Bambino, risalente al 1892.

### Simboli
Lo stemma e il gonfalone sono stati concessi con decreto del presidente della Repubblica del 7 agosto 1990.
Il gonfalone è un drappo partito di bianco e di verde.

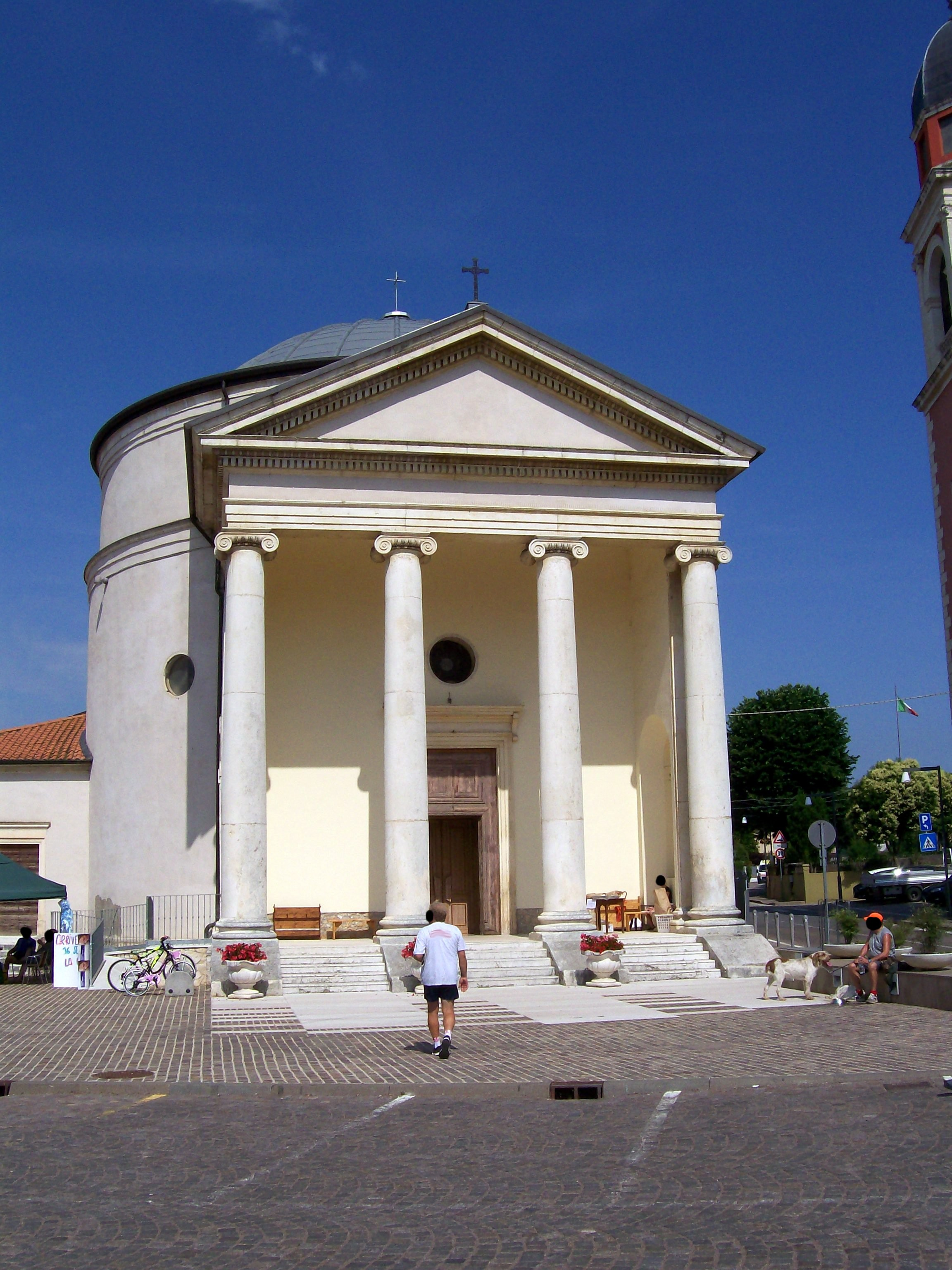
Chiesa parrocchiale di San Biagio in Alonte.
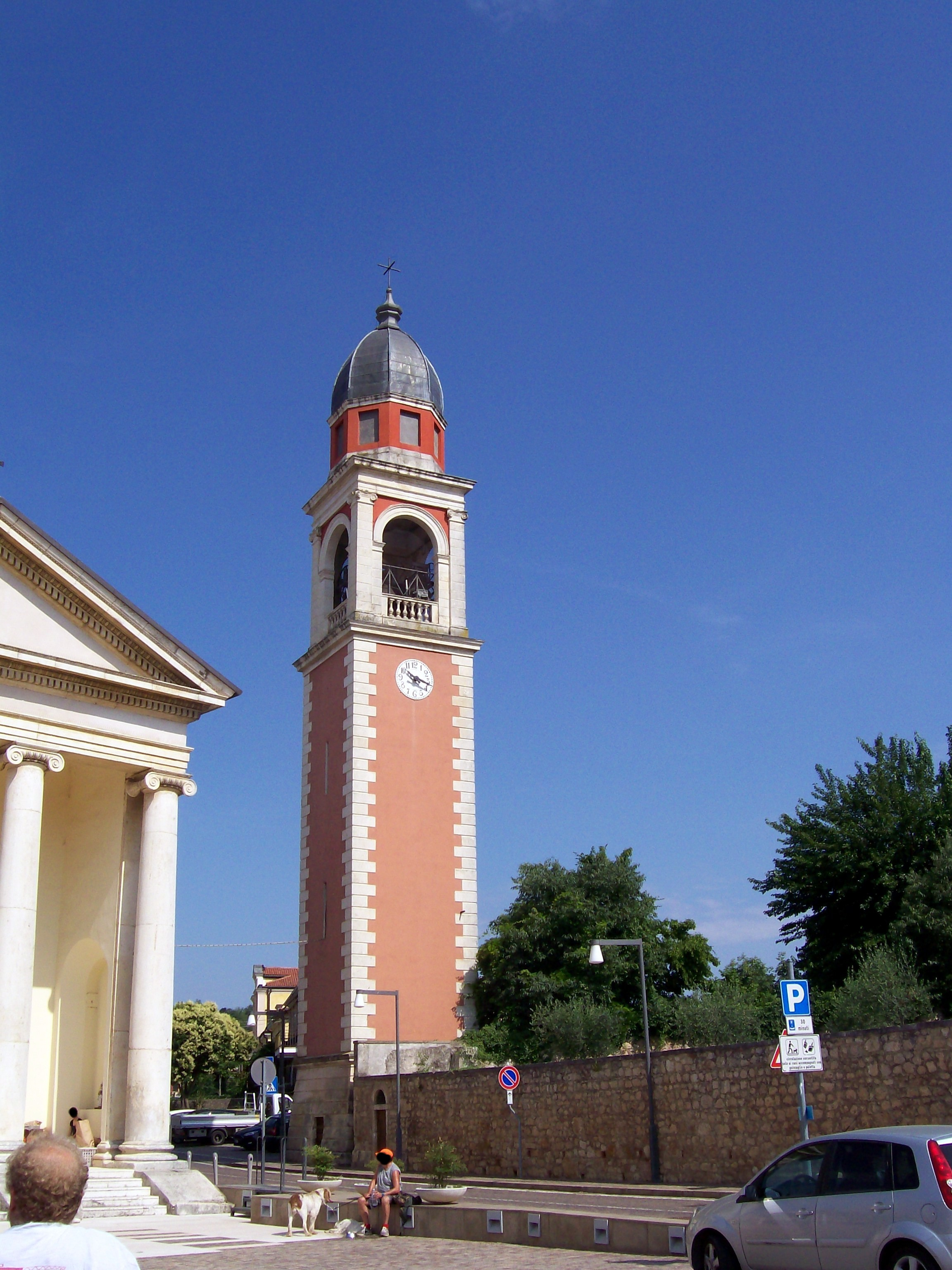
Campanile della chiesa parrocchiale di Alonte.
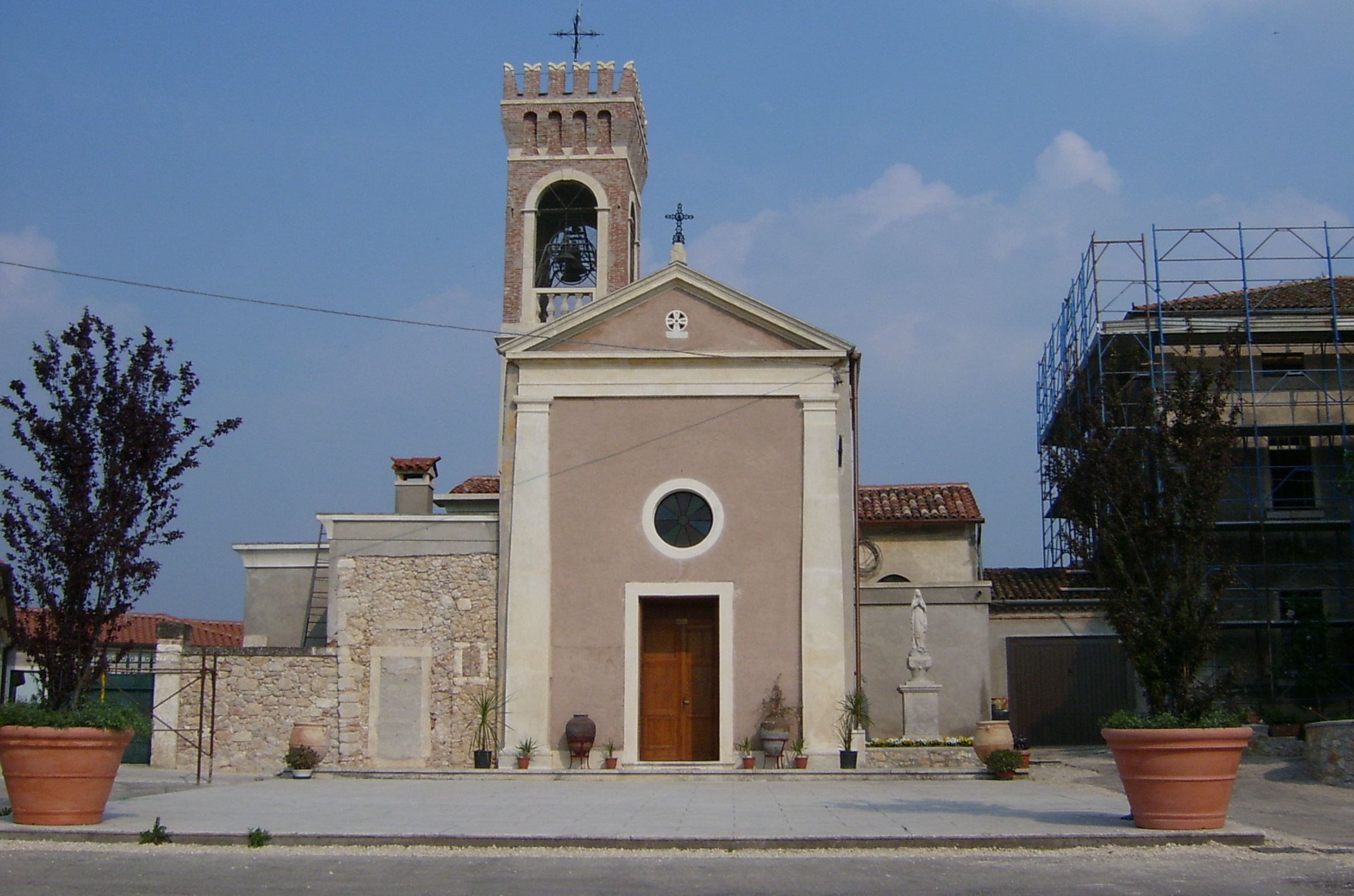
Chiesa di San Michele in Corlanzone (2006?).
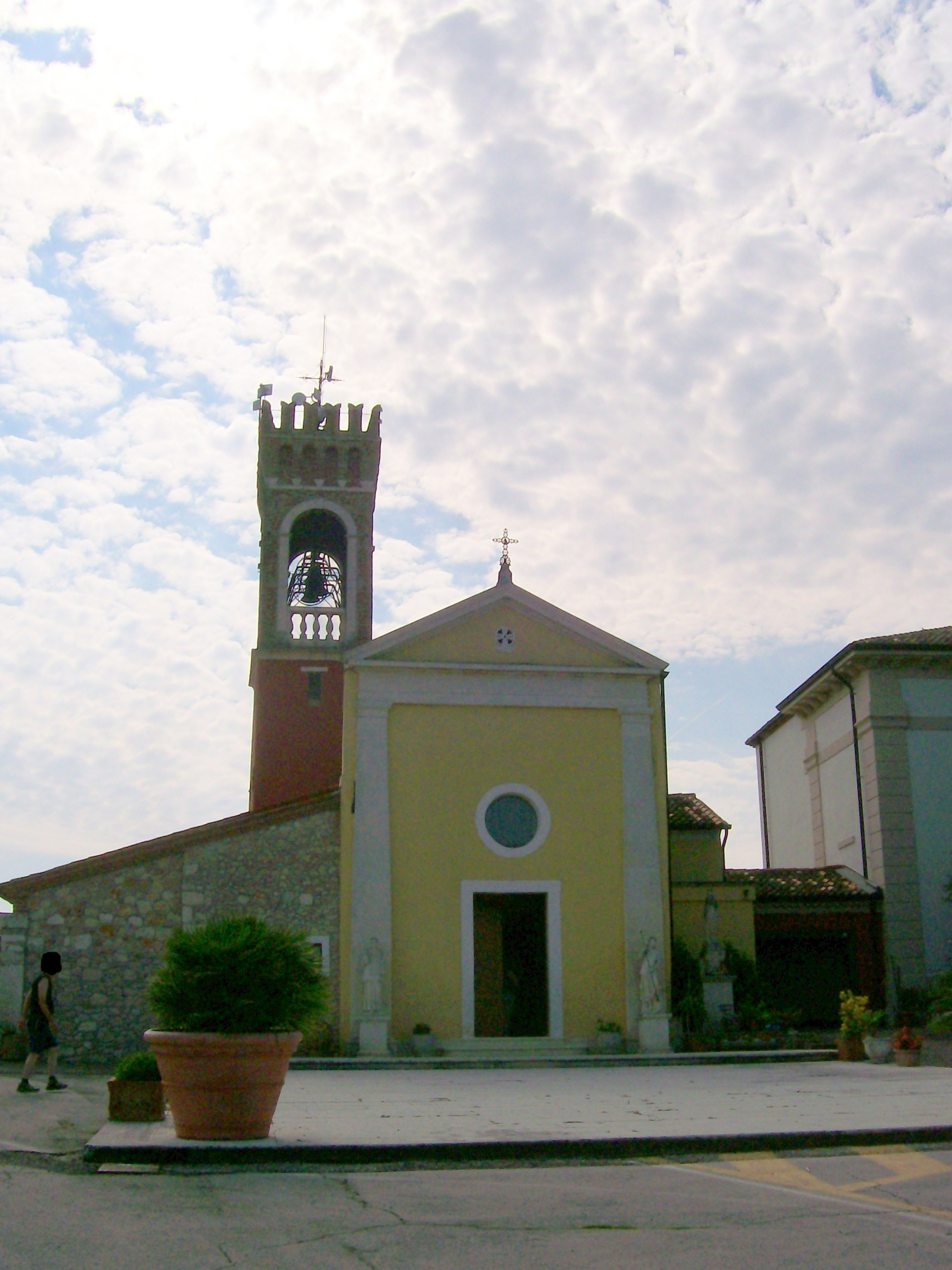
Chiesa di San Michele in Corlanzone (2018).

Nel centro della frazione di Corlanzone (il cui nome deriva da curtis di Lanzone) troviamo la chiesa dedicata a San Michele Arcangelo. I nomi del luogo e del santo sono testimonianza della presenza di una curtis longobarda.
Il territorio di Alonte, fertile e verdeggiante, era prescelto da nobili famiglie veneziane come luogo di villeggiatura nel XVI secolo.

L'unica villa rimasta del periodo è Villa Trevisan, un tempo appartenente ai nobili Giustinian, con un loggiato in stile gotico.

## Società

### Evoluzione demografica
Abitanti censiti

## Economia
Alonte dispone di una importante zona industriale, situata a Sud del centro abitato lungo la strada provinciale "San Feliciano". In particolare ha sede in questa zona industriale un impianto produttivo della multinazionale svedese Alfa Laval (scambiatori di calore per impianti di aria condizionata e refrigerazione).
Ai confini tra il comune di Alonte e quello di Orgiano si trova una cava di calcare che serve la cementeria Italcementi di Monselice.

## Infrastrutture e trasporti
Il comune di Alonte è servito dalla strada provinciale XIV, sulla quale il servizio di trasporto pubblico è svolto con autocorse della società Società Vicentina Trasporti (SVT).